# Gideonmantellia
Gideonmantellia (název je poctou objeviteli iguanodona, Gideonu A. Mantellovi) byl rod ornitopodního dinosaura, který žil asi před 130 až 125 miliony let (v období spodní křídy, geologický stupeň barrem) na území dnešního Španělska (provincie Teruel, souvrství Camarillas).

## Historie
Jediným dnes známým druhem je G. amosanjuanae, popsaný kolektivem paleontologů v roce 2012. Pojmenování je poctou již zmíněnému objeviteli slavnějšího iguanodona, britskému lékaři G. A. Mantellovi (1790 - 1852). Zkameněliny tohoto bazálního ornitopoda byly objeveny již v roce 1982, popsány byly tedy až o třicet let později. Holotyp nese označení MPG-PBCH. Blízce příbuzným rodem je zřejmě později žijící severoamerický Thescelosaurus.